# Де Васкес, Девин
Девин Рене Де Васкес (англ. Devin Renee DeVasquez, род. 25 июня 1963 года) — американская модель и актриса.

## Детали биографии и профессиональная карьера
Девин Рене Де Васкес родилась 25 июня 1963 года в Батон-Руж, Луизиана.
Её отец был родом из Мадрида, Испания, а мать — из Ирландии.
В июне 1985 года Девин Де Васкес была выбрана Playboy Playmate of the Month.
Девин Де Васкес снимается как в сериалах, так и в полнометражном кино, а также работает в рекламном бизнесе. Она снялась более чем в сотне рекламных роликов и является автором книги «The Naked Truth About A Pinup Model».
Чтобы помочь пострадавшим от урагана «Катрина» жителям Нового Орлеана, Девин Рене Де Васкес специально придумала новую приправу — «Devin’s Kickass Cajun Seasoning» и раскрутила её через свой рекламный бизнес.

## Личная жизнь
25 сентября 2009 года вышла замуж за Рона Мосса.

## Фильмография
- 1987—1997: Женаты… с детьми (сериал) (Married with Children) — Vicky
- 1987: Дом 2: Проклятая обитель (House II: The Second Story) — Virgin
- 1987: Любовь нельзя купить (Can’t Buy Me Love) — Iris
- 1989: Общество (Society) — Clarissa Carlyn
- 1990: Пушки (Guns) — Cash
- 1994: Пропавшие миллионы (A Low Down Dirty Shame) — Mendoza’s girl
- 1994: Гениальная маска (A Brilliant Disguise) — Gianna
- 1996: Тяжелые времена (Hard Time) — Linda
- 1996: Горячий побег (Hot Ticket) — Sarah
- 1997: За решеткой (видео) (Busted) — Casey
- 2000: Гражданин Токси: Токсичный мститель 4 (Citizen Toxie: The Toxic Avenger IV) — Glamorous Gyno-American
- 2001: A Passion (ТВ)